# ロン・モリス (アメリカンフットボール)
ロン・モリス（Ron Morris 1964年11月4日 - ）はテキサス州デルタ郡クーパー出身のアメリカンフットボール選手。NFLのシカゴ・ベアーズで1987年から1992年まで6シーズンプレーした。ポジションはワイドレシーバー。

## 経歴
南メソジスト大学より1987年のNFLドラフト2巡でシカゴ・ベアーズに指名されて入団した。9月5日のロサンゼルス・ラムズ戦ではダグ・フルーティから先制となる17ヤードのTDレシーブをあげた。9月14日のニューヨーク・ジャイアンツ戦ではマイク・トムザックから42ヤードのTDレシーブをあげた。1988年1月10日に行われたワシントン・レッドスキンズとのプレーオフではジム・マクマーンから14ヤードのTDパスをキャッチ、14-0とリードを広げたが、チームは17-21で敗れた。同年ブライアン・ピッコロ賞を受賞した。
1988年10月16日のダラス・カウボーイズ戦ではマクマーンから39ヤードのTDレシーブをあげた。
1989年にはチームトップの31回のレシーブで486ヤードを獲得、1TDをあげた。
1990年のロサンゼルス・ラムズ戦ではジム・ハーボーから18ヤードのTDパスをキャッチした。1991年1月10日のニューオーリンズ・セインツとのプレーオフでは、RBニール・アンダーソンが左手で投げたパスをキャッチし、22ヤードを獲得した。1991年8月、故障者リスト入りした。いったんはアクティブロースターに復帰したが、その後再度故障者リスト入りしている。
1993年6月、ベアーズからウェーバーされた。
自身の左ひざの間接鏡視下手術での医療ミスで訴訟を起こしており、1995年520万ドルの損害賠償を勝ち取る判決がイリノイ州レイク郡の裁判所で出された。

## 人物
弟のバム・モリスもNFL選手となったランニングバックである。